# Le Mystère Barton
Pour les articles homonymes, voir The Barton Mystery.
Pour plus de détails, voir Fiche technique et Distribution.
Le Mystère Barton est un film français réalisé par Charles Spaak, sorti en 1949. C'est son seul film en tant que réalisateur.

## Synopsis
À la suite de l'assassinat d'un financier, plusieurs personnes qui avaient intérêt à le voir disparaitre sont suspectées.

## Fiche technique
- Réalisation : Charles Spaak
- Scénario : Walter C. Hackett[1], Charles Spaak
- Image : Léonce-Henri Burel
- Musique : Daniel-Lesur
- Production : Alexandre Kamenka
- Sociétés de production :  Alkam et Radio Cinéma
- Format : Son mono - Noir et blanc
- Genre : Film policier
- Durée : 88 minutes
- Date de sortie : 19 août 1949

## Distribution
- Françoise Rosay : Élisabeth
- Fernand Ledoux : Beverley
- Madeleine Robinson : Lucy
- Georges Lannes : Patrick
- Nathalie Nattier : Evelyn
- Loleh Bellon : Cathy
- Jacques Torrens : Franck
- Maurice Teynac : Barton
- Jean Marchat : Olivier
- Jacques Mattler : le juge
- Robert Moor : le domestique
- Geneviève Morel : la bonne de Beverley
- Victor Vina : le mari trompé
- Régine Dancourt